# Dvärgskallerormar
Dvärgskallerormar (Sistrurus) är ett släkte i familjen huggormar (Viperidae) med tre arter: Sistrurus catenatus, Sistrurus miliarius och Sistrurus tergeminus. De är småväxta med en längd på mellan 50 cm och en meter. Deras utbredning sträcker sig från nordöstra Nordamerika till södra Mexiko. Ormarna förekommer i träsk- och ängsmarker samt i tallskog och på hyggen. De livnär sig av mindre däggdjur, insekter och små ödlor.
Förutom storleken är en viktig skillnad gentemot de egentliga skallerormarna att huvudet är täckt av ett slags stora plåtar istället för fjäll.
Dvärgskallerormarnas bett eller gift anses inte ge några allvarligare eller mer långvariga skador på människor. Däremot kan bettet för ögonblicket vara ganska smärtsamt. Honor lägger inga ägg utan föder färdigutvecklade ungar.